# Dubiraphia giulianii
Dubiraphia giulianii är en skalbaggsart som först beskrevs av Van Dyke 1949.  Dubiraphia giulianii ingår i släktet Dubiraphia och familjen bäckbaggar. Inga underarter finns listade i Catalogue of Life.